# 超临界流体萃取
超临界流体萃取（SFE，简称超临界萃取）是一种将超临界流体作为萃取剂，把一种成分（萃取物）从另一种成分（基质）中分离出来的技术。其起源于20世纪40年代，70年代投入工业应用，并取得成功。使用这种技术时基质通常是固体，但也可以是液体。SFE可以作为分析前的样品制备步骤，也可以用于更大的规模，从产品剥离不需要的物质（例如脱咖啡因）或收集所需产物（如精油）。二氧化碳（CO2）是最常用的超临界流体。

## 基本原理

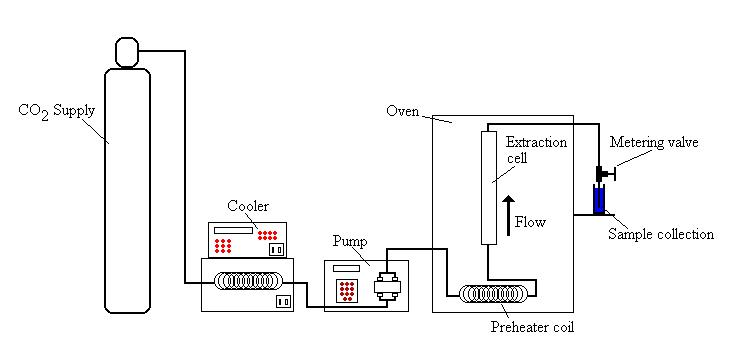
超临界萃取步骤图解

超临界萃取的基本原理是在高于临界温度和临界压力的条件下，用超临界流体溶解出所需的化学成分，然后降低流体溶液的压力或升高流体溶液的温度，使溶解于超临界流体中的溶质因其密度下降溶解度降低而析出， 从而实现特定溶质的萃取。超临界流体是处于临界温度和临界压力以上的高密度流体。既不是气体，也不是液体，性质介于气体和液体之间，特点是具有优异的溶剂性质。流体处于超临界状态时，其密度接近于液体密度，并且随流体压力和温度的改变发生十分明显的变化，而溶质在超临界流体中的溶解度随超临界流体密度的增大而增大。超临界萃取正是利用超临界流体的这一性质而进行。

## 萃取剂
可作为超临界萃取中萃取剂的物质很多，如二氧化碳、氧化亚氮、六氟化硫、乙烷、甲醇、氨和水等。但用超临界萃取方法提取天然产物时，一般用二氧化碳（CO2）作萃取剂。因为CO2的临界温度（31℃）接近室温，对易挥发或具有生理活性的物质破坏较少。同时，CO2安全无毒，萃取分离可一次完成，无残留，适用于食品和药物的提取。CO2液化压力低，临界压力（7.31MPa）适中，容易达到超临界状态也是重要原因。

## 技术特点
超临界萃取技术的特点与优势有以下几点：
- 可在接近常温下完成萃取工艺，适合对一些对热敏感、容易氧化分解、破坏的成分进行提取和分离。
- 在最佳工艺条件下，能将提取的成分几乎完全提出，从而提高产品的收率和资源的利用率。
- 萃取工艺简单，无污染，分离后的超临界流体经过精制可循环使用。

## 应用
在食品工业中，超临界萃取技术用于茶叶、咖啡豆脱咖啡因；食品脱脂；酒花有效成分提取；植物色素的萃取；植物及动物油脂的萃取。
在医药工业中，超临界萃取技术用于酶、维生素等的精制；动植物体内药物成分的萃取；医药品原料的浓缩、精制；糖类与蛋白质的分离以及脱溶剂脂肪类混合物的分离精制等。
在化妆品工业中，超临界萃取技术用于天然香料的萃取；合成香料的分离精制；化妆品原料的萃取、精制。